# Kriminalpolizeiamt für die Britische Zone
Das Kriminalpolizeiamt für die Britische Zone (KPABrZ) war eine am 1. Januar 1946 durch die Public Safety Branch der britischen Militärregierung gegründete Polizeibehörde für die Britische Besatzungszone mit Sitz in Hamburg. Aufgabe der zentralen Einrichtung war der kriminalpolizeiliche Nachrichtenaustausch, die Ermittlung bei schwerwiegenden Straftaten sowie die Unterhaltung von Sammlungen für Lichtbilder und Fingerabdrücke. 
In verschiedenen Regionen der britischen Besatzungszone im heutigen Schleswig-Holstein, Niedersachsen und Nordrhein-Westfalen entstanden nach dem Zweiten Weltkrieg Regional Records Bureaus (deutsche Entsprechung: Kriminalpolizeizentralen). Sie unterstanden dem Kriminalpolizeiamt für die Britische Zone in Hamburg, dem Zonal Bureau. Die Notwendigkeit dieser Polizeieinrichtungen ergab sich aus den chaotischen Nachkriegsverhältnissen mit umherziehenden Banden und Straftätern, oft Displaced Persons aus osteuropäischen Ländern. Aus diesen frühen Kriminalpolizeizentralen entwickelten sich bald die Landeskriminalämter, wie das Landeskriminalamt Niedersachsen in Hannover.
Mit der Gründung der Bundesrepublik Deutschland wurden die Aufgaben einer Bundeskriminalpolizei im Artikel 73 Nr. 10 und Artikel 87 GG festgelegt. Es wurde daher beschlossen, ein Bundeskriminalamt zu gründen, welches aus dem KPABrZ entstehen sollte. Nach Übernahme des KPABrZ in die bundesdeutsche Verwaltung am 31. Oktober 1951 wurde die Behörde in Bundeskriminalamt umbenannt. Der erste deutsche Leiter des KPABrZ war Max Hagemann, der spätere erste Präsident des BKA.